# Matthias Hoë von Hoënegg

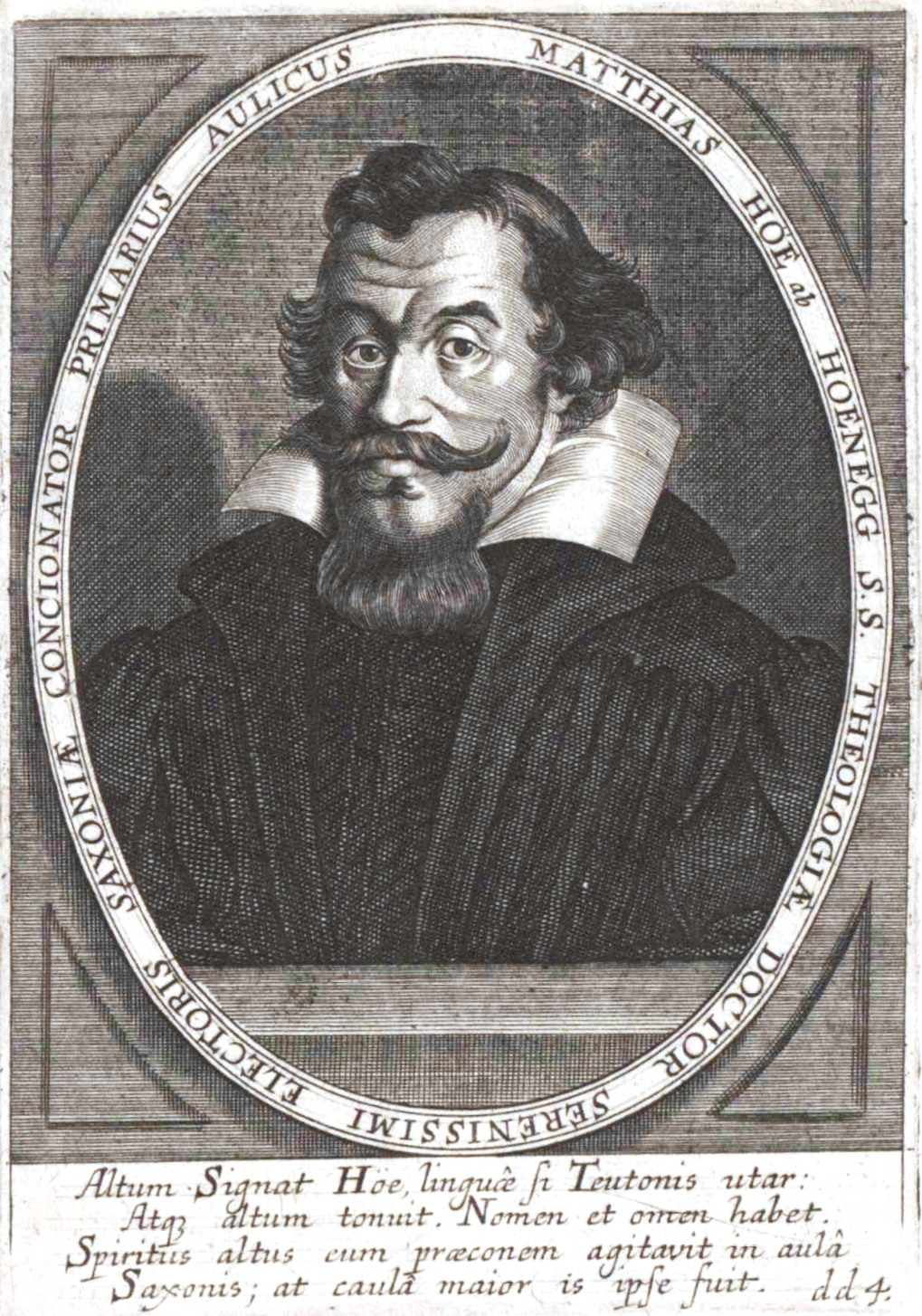
Matthias Hoë von Hoënegg, Stich von Sebastian Furck (1650)

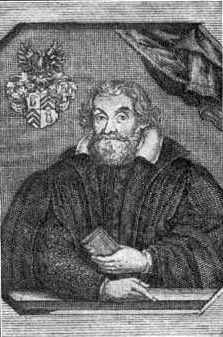
Hoë von Hoënegg

Matthias Hoë von Hoënegg (fälschlich auch Matthias Höe von Höenegg; * 24. Februar 1580 in Wien; † 4. März 1645 in Dresden) war ein deutscher lutherischer Theologe und kursächsischer Oberhofprediger in Dresden.

## Leben
Hoë von Hoënegg war der Sohn des lutherischen kaiserlichen Geheimen Rates und Doktors beider Rechte Leonhard Hoë von Hoënegg (* um 1534; † 4. März 1599) und dessen Frau Helena Wollzogen (* 6. April 1553; † 27. Dezember 1632), Tochter des Hauptpostmeisters Paul Wollzogen (* 1504; † 6. Oktober 1575) und dessen Frau Serapia Habenschott († 7. Dezember 1617). Väterlicherseits ist dabei nur die Adelung Leonhardts nachweisbar, die Angaben über den Adelstand des Großvaters müssen als erfunden gelten. Matthias Hoë hatte viele Geschwister. Da er als Frühgeburt auf die Welt gekommen war, ist in seiner frühen Kindheit seine Gesundheit schwach gewesen, so dass er erst im siebenten Lebensjahr mit dem Sprechen begann. Sein Vater ließ ihn zunächst von einem Privatlehrer unterrichten. Nachdem er sich weitgehend entwickelt hatte, konnte er die Wiener Stadtschule St. Stephan besuchen. Hier begann er außerordentlichen Eindruck zu machen, so dass er Vorträge vor den Gelehrten der Stadt hielt.
Aufgrund der drohenden Einnahme der Stadt Wien 1594 durch die Türken zog er mit seinem Vater und Bruder nach Steyr, wo er drei Jahre lang das dortige Gymnasium besuchte. Sein Vater, der wieder nach Wien zurückgekehrt war, holte ihn anschließend zu sich und ermöglichte ihm eine Aufnahme an die Universität Wien, wo er sich zuerst einem philosophischen Studium widmete. Auf Empfehlung eines sächsischen Gesandten begab er sich am 16. Juni 1597 zu weiteren Studien an die Universität Wittenberg, studierte weiter die philosophischen Fächer, liebäugelte mit der Rechtswissenschaft und entschied sich für ein Studium der Theologie.
Nachdem er einige Disputationen und Vorlesungen in Wittenberg abgehalten hatte, ging er nach dem Tod seines Vaters 1599 kurzzeitig nach Wien, kehrte zurück nach Wittenberg und wurde am 23. Oktober 1601 Lizenziat der Theologie. Nach einer Probepredigt am 17. Februar 1602 wurde er nach seiner am 14. März 1602 in Wittenberg erfolgten Ordinierung in Dresden dritter Hofprediger. Am 6. September 1603 sandte ihn Christian II. von Sachsen als Superintendent nach Plauen, welche Aufgabe er Ende Dezember 1603 antrat und am 1. Januar 1604 sein Anzugspredigt hielt. Am 6. März 1604 wurde Hoë von Hoënegg in Wittenberg von Leonhard Hutter zum Doktor der Theologie promoviert und wurde am 20. April 1604 durch Polykarp Leyser den Älteren in die Plauener Superintendentur investiert.
Trotz mehrerer Angebote verblieb er in Plauen, bis er auf Wunsch des sächsischen Kurfürsten 1611 in Prag eine Direktorenstelle der evangelischen Schulen und Gemeinden in Böhmen übernahm. In Prag war er an der Grundsteinlegung der Salvatorkirche beteiligt und gründete die dortige evangelische Schule, sowie das Gymnasium. Nachdem der sächsische erste Hofprediger Paul Jenisch 1612 gestorben war, holte ihn Kurfürst Johann Georg I. in dieser Funktion am 3. April 1613 nach Dresden; seit seinem Amtsantritt führten die ersten Hofprediger den Titel Oberhofprediger (den sich Hoë allerdings nicht selbst verliehen hatte).
Im Jahr 1603 erschien erstmals sein zahlreiche Auflagen erlebendes Evangelisches Handbüchlein, welches sich gegen den römischen Katholizismus wandte. In seinen Predigten und Schriften polemisierte der strenge Lutheraner aber auch gegen die Reformierten. Während aufgrund der Haltung Hoës im Zusammenhang der böhmischen Unruhen um 1620 oft behauptet wurde, dass dieser die calvinistischen  Glaubensüberzeugungen mehr als den gegenreformatorischen Katholizismus verabscheute, zeigt die Liste seiner Publikationen, dass er von seinem lutherischen Standpunkt aus beide bekämpfte.
Sein Einfluss auf den Kurfürsten Johann Georg I. und die sächsische Politik am Beginn des Dreißigjährigen Krieges wurde in der älteren Literatur überschätzt. Die Entscheidung, an der Seite des Kaisers gegen den calvinistischen Winterkönig Friedrich V. und die böhmischen Stände in den Krieg zu ziehen, wurde von Johann Georgs Geheimem Rat getroffen, durch Hoë von Hoënegg freilich gutgeheißen und im Nachhinein propagandistisch unterstützt.
Nach 1635 lässt sich ein Rückgang seiner Aktivitäten und Publikationen beobachten, in diesem Zeitraum starben auch zwei seiner Söhne. Nach seinem Tod 1645 wurde Jacob Weller neuer Oberhofprediger in Dresden.
Hoëneggs Publikationen übertreffen zahlenmäßig die meisten seiner theologischen Zeitgenossen. Neben dem Evangelischen Handbüchlein sind auch die Verteidigungen der Confessio Augustana (Notwendige Verteidigung des Evangelischen Augapfels) bekannt. Wissenschaftlich bedeutsam ist sein Kommentar zur Offenbarung des Johannes, Commentarii in Joannis Apocalypsin (Leipzig 1610–40, 10 Bde.), die nach seinem Tod erneut gedruckt wurde.

## Familie
Hoë von Hoënegg verheiratete sich am 2. Oktober 1602 in Wittenberg mit Elisabeth Heidelberger (* 13. November 1581 in Rudersdorf; † 23. November 1644 in Dresden), die Tochter des Hans Heidelberger. Aus der Ehe stammen sechs Söhne und vier Töchter. Von den Kindern kennt man:
- Helene Elisabeth Hoë von Hoënegg (* 14. August 1604 in Plauen) verh. 1. November 1624 mit Hans Jonas von Ligenau
- Magdalena Elisabeth Hoë von Hoënegg (* 17. Februar 1606 in Plauen) verh. mit Hans Bernhard von Neidhard
- Leonhard Friedrich Hoë von Hoënegg (* 5. März 1608 in Plauen; † 25. Juni 1638 in Dresden) wurde Rittmeister, verh. 15. August 1633 mit NN. Pöllnitz
- Johann (Hans) Christoph Hoë von Hoënegg (* 4. Juni 1610 in Plauen; † 31. Dezember 1632 in Linz/Rhein, begr. 13. Januar 1633 Frankfurt am Main)
- Heinrich Julius Hoë von Hoënegg (* 4. Juli, get. 8. Juli 1612 in Prag; † 7. Oktober 1612 ebd., begr. 9. Oktober 1612 St. Leonhard)
- August Hoë von Hoënegg (* 27. August, get. 30. August 1613 in Dresden; † jung)
- Sophia Elisabeth Hoë von Hoënegg (* 4. November, get. 8. November 1615 in Dresden; † März 1679) verh. 10. November 1640 mit Christian von Doëring
- Sybilla Elisabeth Hoë von Hoënegg (* 30. November, get. 2. Dezember 1618 in Dresden; † 6. Juni 1619 ebd., begr. 8. Juni 1619 St. Sophien)
- Matthias Hoë von Hoënegg (* 1. Januar, get. 4. Januar 1620 in Dresden)
- Maximillian Ferdinand Hoë von Hoënegg (* 24. Februar, get. 28. Februar 1623 in Dresden; † 20. März 1657 in Dresden) verh. 20. Februar 1645 mit Elisabeth von Doering (* 20. Dezember 1624 in Böhlen; † 29. November 1684 in Dresden)